# Banksia lemanniana
Banksia lemanniana Meisn., 1852 è un arbusto legnoso appartenente alla famiglia delle Proteaceae, endemica dell'Australia Occidentale.
Generalmente cresce come un arbusto aperto o un piccolo albero alto fino a 5 metri con foglie dentellate rigide ed insolite infiorescenze pendenti. La fioritura avviene durante l'estate, i boccioli verdognoli si sviluppano a partire dal fiore ed in seguito divengono grigi sviluppando i caratteristici grandi follicoli legnosi.
Fu descritta per la prima volta dal botanico svizzero Carl Meissner nel 1856, il nome della pianta è stato dato in onore al botanico inglese Charles Morgan Lemann.

## Descrizione
Cresce come un arbusto o, meno comunemente, sotto forma di un piccolo albero che può raggiungere anche i 5 m di altezza. Il tronco ha una sottile corteccia grigia e può raggiungere un diametro di 15 cm.

Le foglie, rigide, sono strette e cuneiformi o più ovali e misurano da 3 a 9 cm in lunghezza e da 1,2 a 3,5 cm in larghezza. I margini delle foglie sono dentellati, con molti denti di misura da 0,1 a 0,3 cm ciascuno.

L'infiorescenza è una spiga cilindrica, di colore dal verde al giallo, che misura 5–11 cm di lunghezza e 8–10 cm di diametro.  A differenza della maggior parte delle Banksia, l'infiorescenza non è eretta ma pendula. Fiorisce da ottobre a gennaio.
Dopo l'antesi i fiori si seccano e tendono ad ingrigirsi e da essi si sviluppano dei follicoli legnosi, rugosi, ricoperti da una fine peluria, ovali, lunghi 4.5 cm e larghi 3 cm, contenenti i semi, a forma di cuneo, dotati di un'ala cartacea che facilita la disseminazione

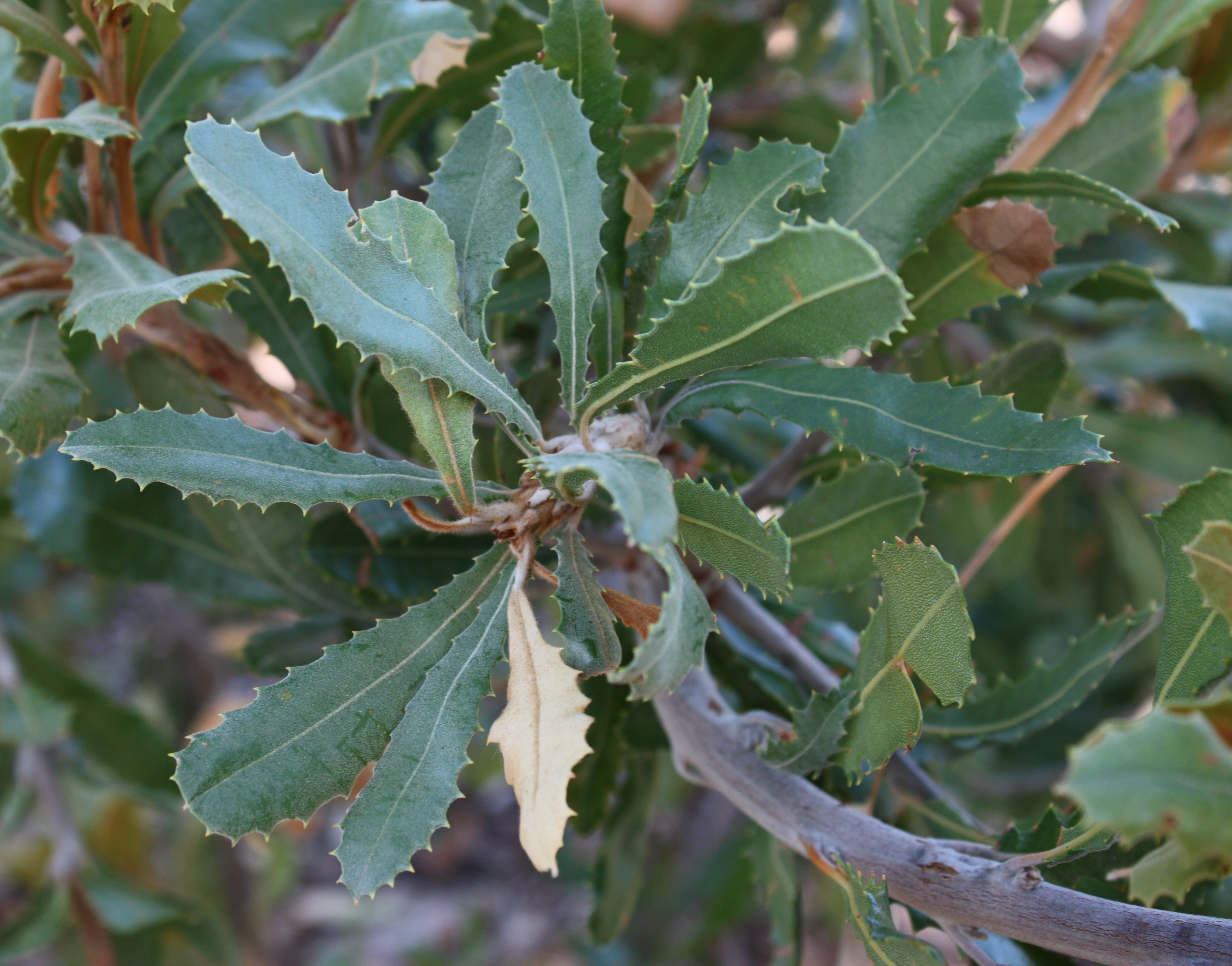
Foglie
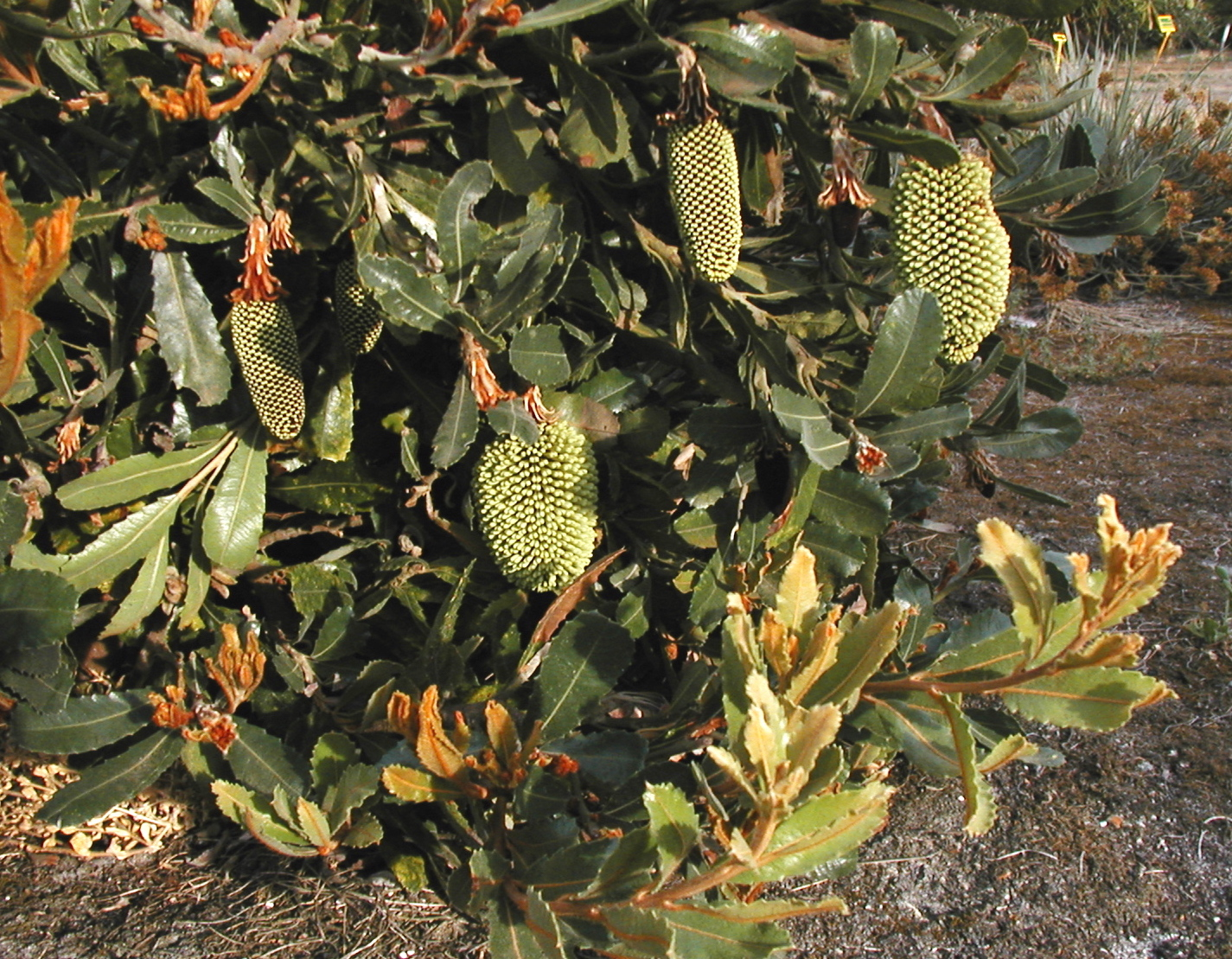
Infiorescenze
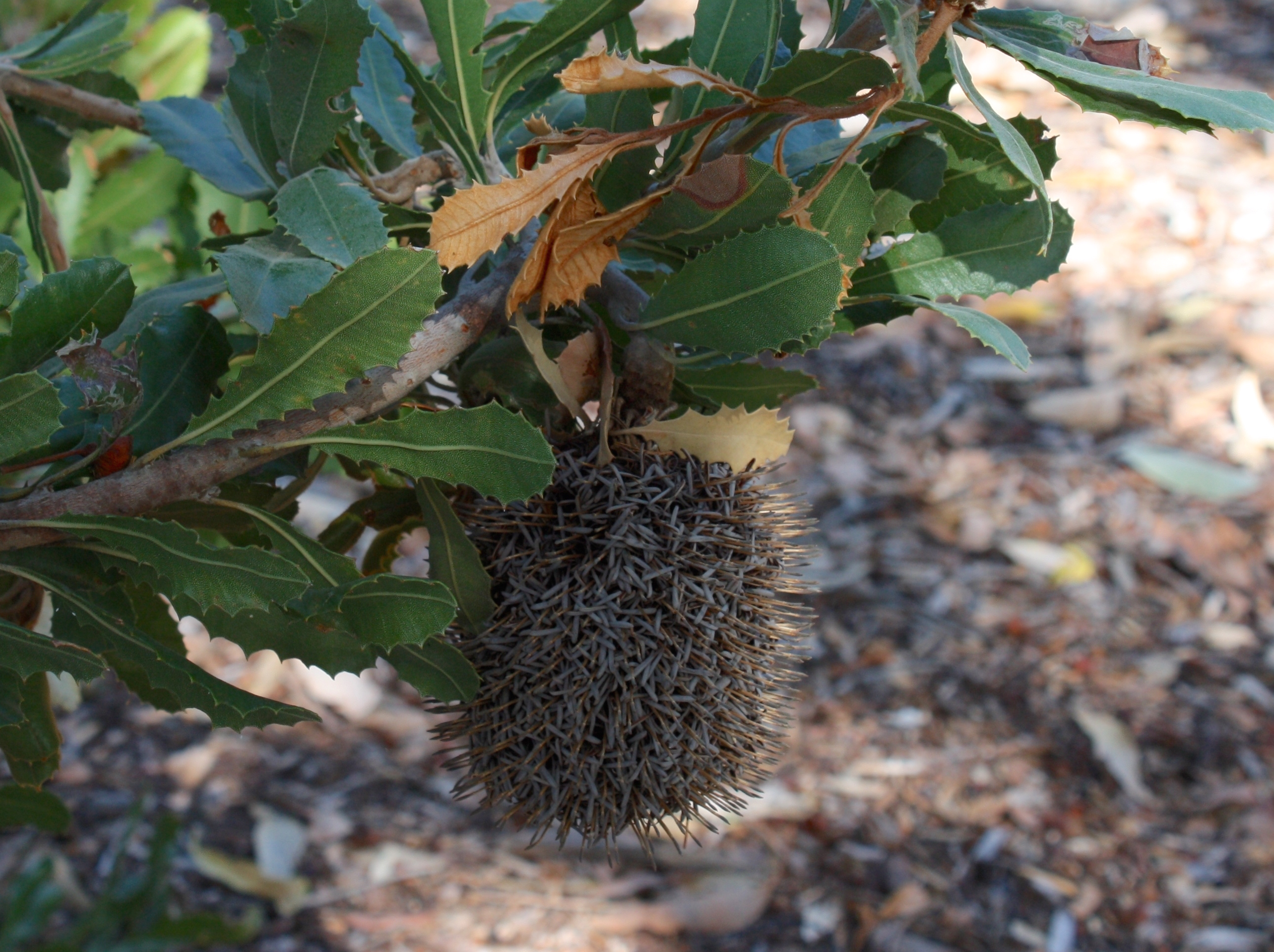
Infiorescenze mature

## Ecologia
L'impollinazione può essere effettuata da alcuni uccelli, tra cui il succiamiele della Nuova Olanda (Phylidonyris novaehollandiae) e il bargigliuto rosso (Anthochaera carunculata), ma anche da diverse specie di api, vespe e formiche. Le infiorescenze rilasciano nettare sul terreno, suggerendo un meccanismo di impollinazione anche da parte di piccoli mammiferi, che vengono attratti dal profumo.
Al pari di molte altre specie di Banksia, il rilascio dei semi è stimolato dagli incendi boschivi, un adattamento noto come serotinia.
A differenza di altre specie congeneri, Banksia lemanniana ha dimostrato di avere una bassa suscettibilità all'infestazione da Phytophthora cinnamomi, un oomicete  che provoca marciume radicale in molte specie arbustive dell'Australia occidentale.

## Distribuzione e habitat
L'areale di Banksia lemanniana è ristretto ad una piccola area sulla costa meridionale dell'Australia occidentale, in gran parte ricadente all'interno del Parco nazionale del fiume Fitzgerald.
Cresce prevalentemente sui fianchi e sulla sommità delle colline, ma anche in aree planiziali, su suoli rocciosi, lateritici o sabbiosi.
All'interno del suo areale è abbastanza comune e pertanto è classificata come non minacciata secondo la Wildlife Conservation of Western Australia.